# Илия Шаламанов
Илия Стоянов Шаламанов-Тренков е български футболист, вратар.

## Кариера
Юноша на Беласица Петрич от 2010 до лятото на 2014, когато преминава в школата на ЦСКА, играе като вратар. През лятото на 2019 започва тренировки с първия състав на тима като участва в контролни срещи през юни и ноември 2019, както и януари 2020. В края на май след паузата поради извънредното положение в страната във връзка с епидемията от Ковид 19 е повикан да тренира с първия тим на ЦСКА. Шампион на България до 19 години за сезон 2019/20. На 23 юни 2020 подписва първи професионален договор с ЦСКА. На 9 юли 2020 е на резервната скамейка за победата с 2:1 над Локомотив Пловдив, след което е на пейката за победата с 5:0 над Берое Стара Загора на 12 юли 2020, но не влиза в игра. През лятото на 2020 е даден под наем на Литекс Ловеч. На 4 януари 2021 се завръща от наема в Литекс Ловеч и започва подготовка с първия състав на ЦСКА. На 1 юли 2023 напуска ЦСКА. На 21 ноември 2023 се присъединява към Порт Мелбърн Шаркс Австралия.